# Henri Arnaud (Leichtathlet)
Henri Arnaud (Henri Auguste Arnaud; * 16. April 1891 in Paris; † 14. Februar 1956 in Pleubian, Côtes-d’Armor) war ein französischer Mittelstreckenläufer.
Bei den Olympischen Spielen 1912 in Stockholm wurde er Achter im 1500-Meter-Lauf mit einer geschätzten Zeit von 4:02,2 min. 
1911 und 1912 wurde er französischer Meister über 1500 m, 1913 Vizemeister über 800 m.
Insgesamt stellte er fünf nationale Rekorde auf:
- 800 m: 1:55,8 min, 28. Mai 1919, Colombes
- 1000 m: 2:33,0 min, 22. September 1912, Paris
- 1500 m:
  - 4:06,0 min, 28. Mai 1911, Colombes
  - 4:04,4 min, 18. Juni 1911, Colombes
- 2000 m: 5:38,6 min, 17. Juni 1917, Saint-Cloud

Henri Arnaud startete für den CASG Paris.